# Giovanni Giacometti
Pour les articles homonymes, voir Giacometti.
Giovanni Giacometti, né à Stampa le 7 mars 1868 et mort à Glion le 25 juin 1933, est un peintre suisse. Il est le père du sculpteur et peintre Alberto Giacometti, ainsi que de Diego Giacometti, dessinateur de meubles et de luminaires ; Bruno Giacometti, le troisième fils, est architecte. Giovanni est cousin au deuxième degré du peintre Augusto Giacometti.

## Biographie
Giovanni est le quatrième des huit enfants d'Alberto Giacometti et Caterina née Santi. Alberto, qui a été boulanger à Varsovie puis cafetier à Bergame, tient une auberge à Stampa, dans le val Bregaglia (Grisons). 
Après ses études à l’école cantonale de Coire (1884-1886), Giovanni, qui possède un véritable talent pour le dessin, part en 1886 étudier la peinture à l'École des arts décoratifs de Munich. L'année suivante, il y fait la connaissance de Cuno Amiet, avec qui il noue une amitié pour la vie. Tous deux décident de poursuivre leurs études à Paris et, dès octobre 1888, sont élèves à l'Académie Julian, tout en assistant aux cours de l’École des beaux-arts. Ils fréquentent les artistes suisses de Paris, comme Hans Emmenegger et Max Buri, et passent l’été à Stampa ou à Soleure. Giacometti admire les oeuvres de Rembrandt, Whistler et Manet.  
En 1891, à cause de soucis financiers, Giacometti doit interrompre ses études et rentrer au val Bregaglia. Mais l'isolement artistique qu'il y trouve le décide à partir en février 1893 pour l'Italie, où il reste jusqu'à l’automne et découvre le pleinairisme des Macchiaioli. En 1894, peu de temps après son retour en Suisse, dans le val Bregaglia, il se lie d'amitié avec Giovanni Segantini, son aîné de dix ans, qui vit à proximité, à Maloja, et aura, jusqu'à sa mort subite en 1899, une grande influence sur l'œuvre de Giacometti en l'ouvrant à la beauté des paysages montagneux et aux lois du divisionnisme et en lui inspirant confiance quant à la possibilité de réaliser « son idéal d'une peinture baignée de lumière ». Il faut savoir que le val Bregaglia, berceau de la famille Giacometti, est une vallée en forme de V entourée de hautes montagnes qui ne laissent pas passer les rayons du soleil pendant les mois d'hiver, qui sont difficiles à supporter pour Giacometti.  
En 1896, Cuno Amiet, qui a passé un an à Pont-Aven, lui rend visite et lui fait partager son expérience. 
En 1898, Giacometti expose au Künstlerhaus de Zurich avec Amiet et Ferdinand Hodler. Ce dernier lui apprend à créer une composition rigoureuse et ornementale par une utilisation appropriée des formes et des couleurs.  
En 1900, Giacometti épouse Annetta Stampa, fille du maître d’école d'un village voisin. Le couple aura quatre enfants : Alberto, Diego, Ottilia et Bruno. De nombreuses oeuvres de Giovanni sont inspirées par le bonheur de la vie familiale. 
En 1900, il expose au sein de la représentation suisse à l'exposition universelle de Paris. À partir de 1905, Giacometti travaille de nouveau dans une grande complicité avec Amiet et commence à se libérer de l'influence de Segantini. En 1906, a lieu une exposition de son œuvre au Kunstlerhaus de Zurich ; la même année, Cuno Amiet et lui rencontrent René Auberjonois à Berne et l'influencent au sujet de « la couleur pure et de la touche fragmentée ». 
En octobre 1907, il se rend à Paris avec Amiet pour la rétrospective Cézanne au Ve Salon d'automne, dont la peinture l'enthousiasme. Ils copient ensemble des œuvres de Van Gogh. En 1908, il expose à la Brücke, puis, conjointement aux Fauves français, galerie Richter à Dresde. 
En 1909, la galerie Tannhauser présente ses œuvres à Munich. Il rencontre Alexi von Jawlensky, et en 1911 participe à la Sécession berlinoise. En 1912, Giacometti a une exposition personnelle au Kunsthaus de Zurich et présente deux œuvres à la Sonderbund de Cologne. 
En 1918 à la mort de Hodler, il fait son entrée dans le monde politique suisse en tant qu'artiste engagé, imitant en ceci Amiet, et y joue un rôle important. En 1920, une rétrospective lui est consacrée au Kunstmuseum de Bâle.
Il décède en juin 1933, des suites d'une hémorragie cérébrale, à Glion, en dessus de Montreux.

## Peinture
Giacometti a peint en particulier de vastes paysages des Grisons, des scènes de jardin et de village du val Bregaglia, des scènes de famille, des portraits de personnes de son entourage, ainsi que de nombreux autoportraits et des natures mortes. Il a été l'un des premiers artistes suisses qui, influencés par l’art de leur époque (impressionnisme, néo-impressionnisme et fauvisme), en ont assimilé le modernisme et poursuivi le développement. Son style est caractérisé par « un langage chromatique radieux ». Giacometti a écrit que « la lumière est toujours le véritable motif de mes peintures ». 
Après sa rencontre avec Giovanni Segantini, Giacometti a adopté une technique de « traits de pinceau nourris de couleurs pures », de formes variées, à la matière épaisse ; puis, après 1900, il « opte pour un traitement ornemental et des formes planes », dont les traits de pinceau « se fondent dans un réseau personnel de taches de couleurs » ; enfin, dès 1906-1907, certaines de ses œuvres adoptent « des structures abstraites et linéaires », par exemple en utilisant des bandes de couleur parallèles. 

## Quelques-unes de ses œuvres
- Autoportrait devant un paysage hivernal, 1899, huile sur toile, 40 x 60 cm, Musée d'art et d'histoire de Genève
- Giovanni Segantini sur son lit de mort 1899
- Soir d'hiver[15], 1905/1906, huile sur toile, 70,5 x 65 cm, Fondation pour l'art, Winterthur
- Vue de Capolago, circa 1907, huile sur toile, 51,5 × 60 cm, Paris, musée d'Orsay
- Enfants dans les bois, 1909, Neuchâtel, musée d'Art et d'Histoire
- Portrait de jeune fille, 1909, huile sur toile
- Annetta,1911, Winterthur Kuntsmuseum
- Paysage, 1918, huile sur toile, 81 × 65 cm
- Le paysan penseur, 1922, Chur (Suisse) Kuntsmuseum

De nombreuses œuvres sont exposées au Bündner Kunstmuseum de Coire.

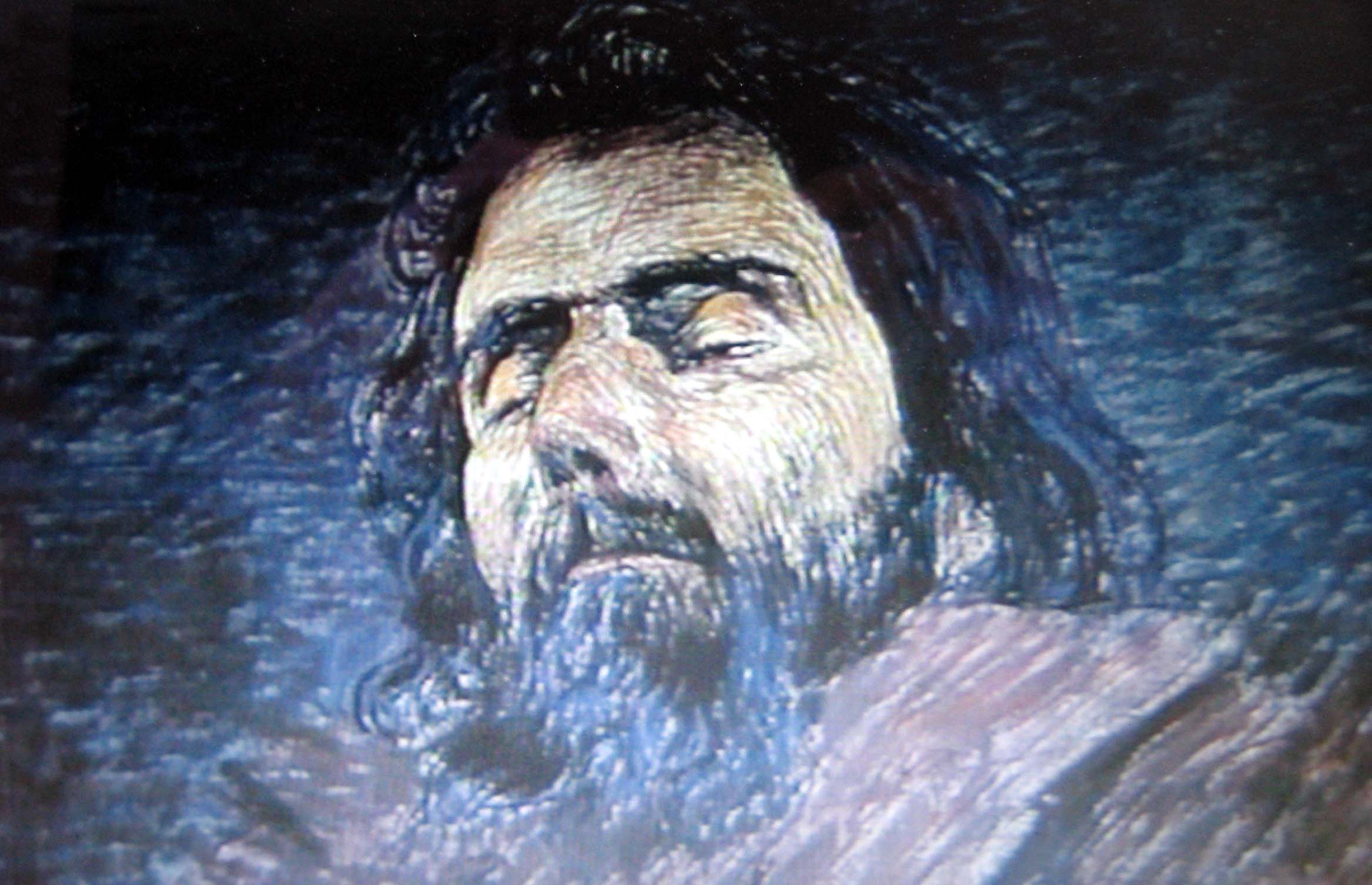
Giovanni Giacometti 1899 - Giovanni Segantini sur son lit de mort
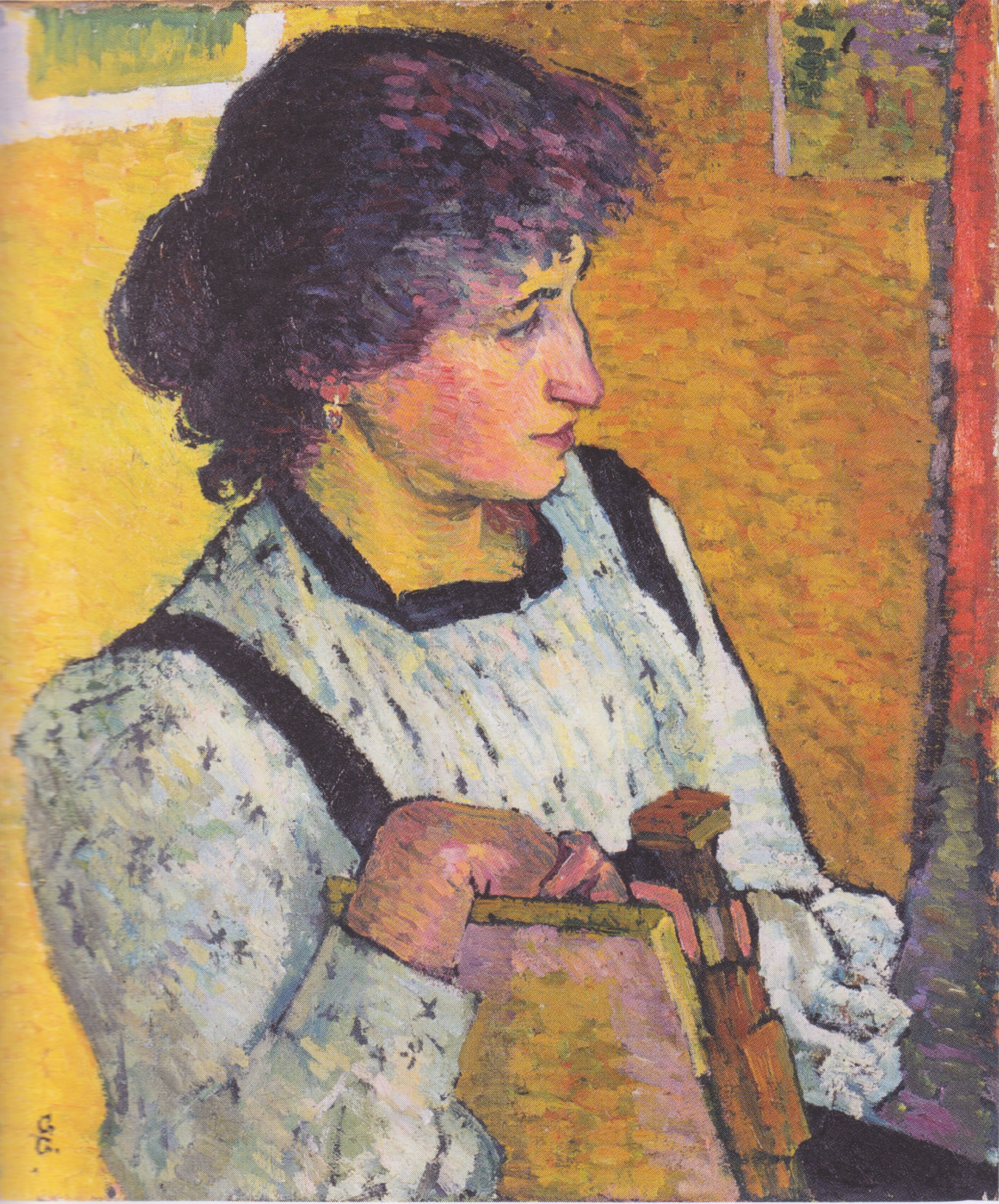
Giovanni Giacometti 1911 - Annetta - Winterthur Kuntsmuseum
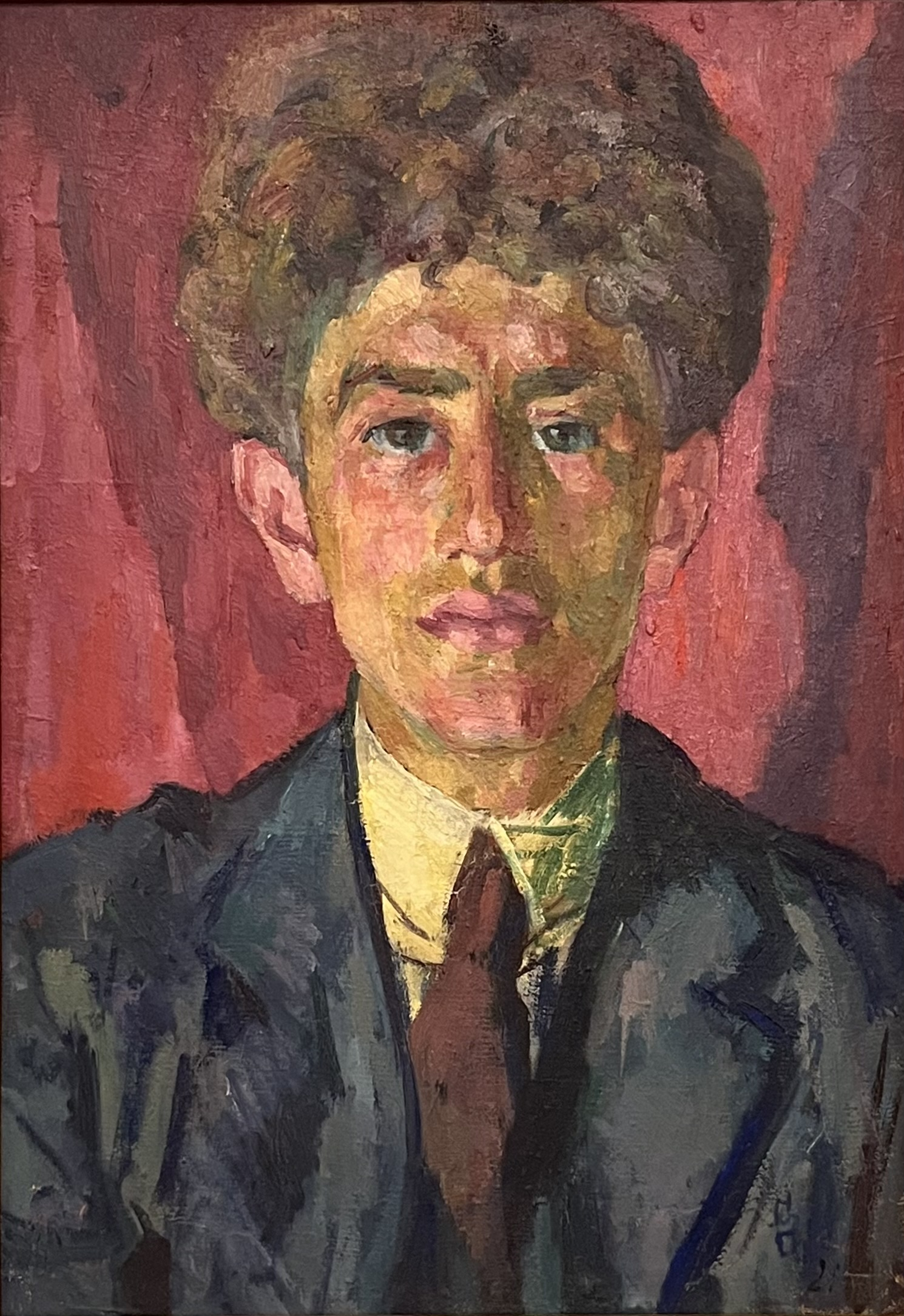
Giovanni Giacometti 1921 - Portrait of Alberto
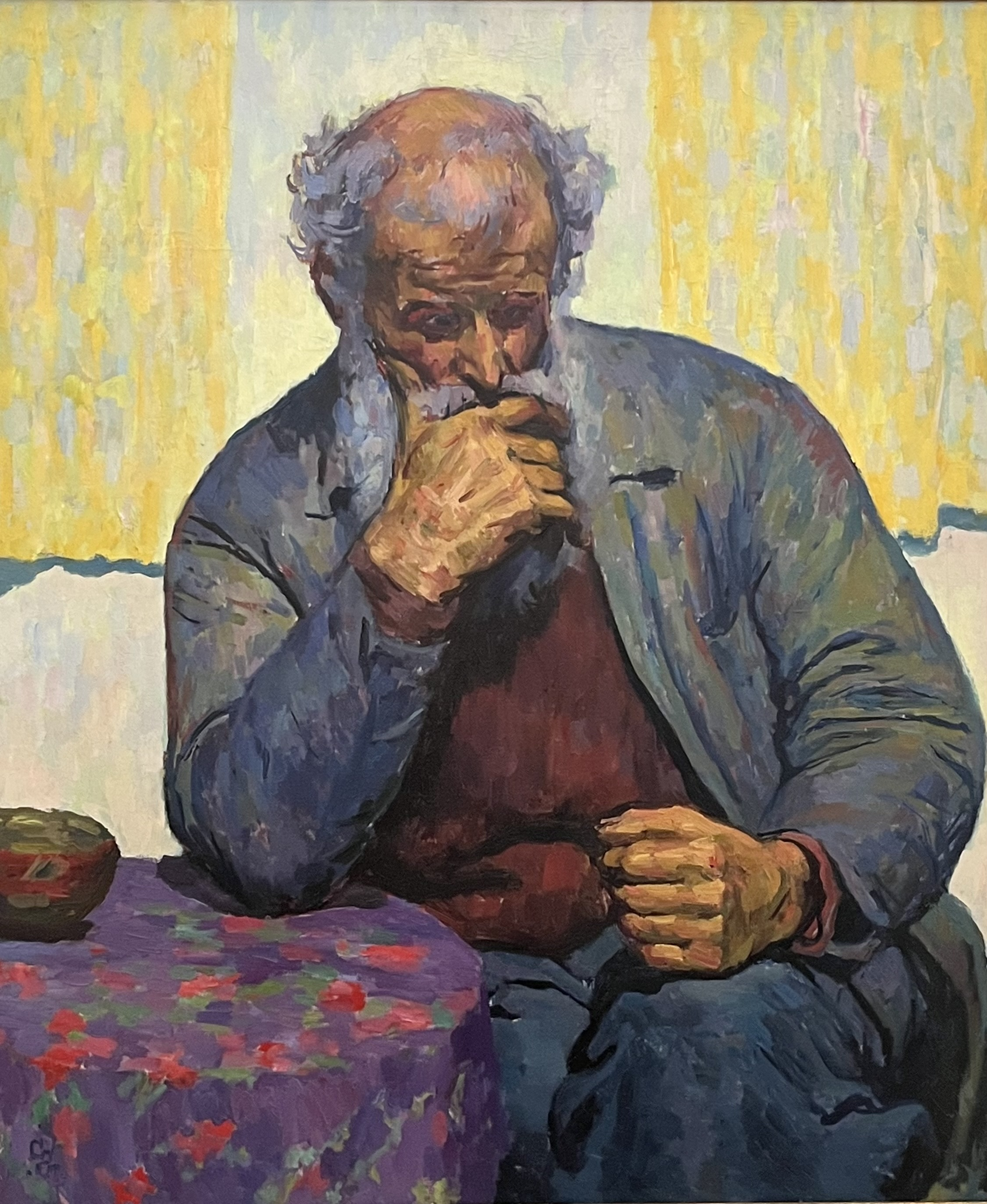
Giovanni Giacometti 1922 - Le paysan penseur - Chur Kuntsmuseum